# 杉村陽太郎

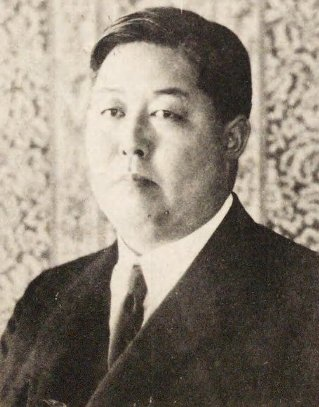
杉村陽太郎

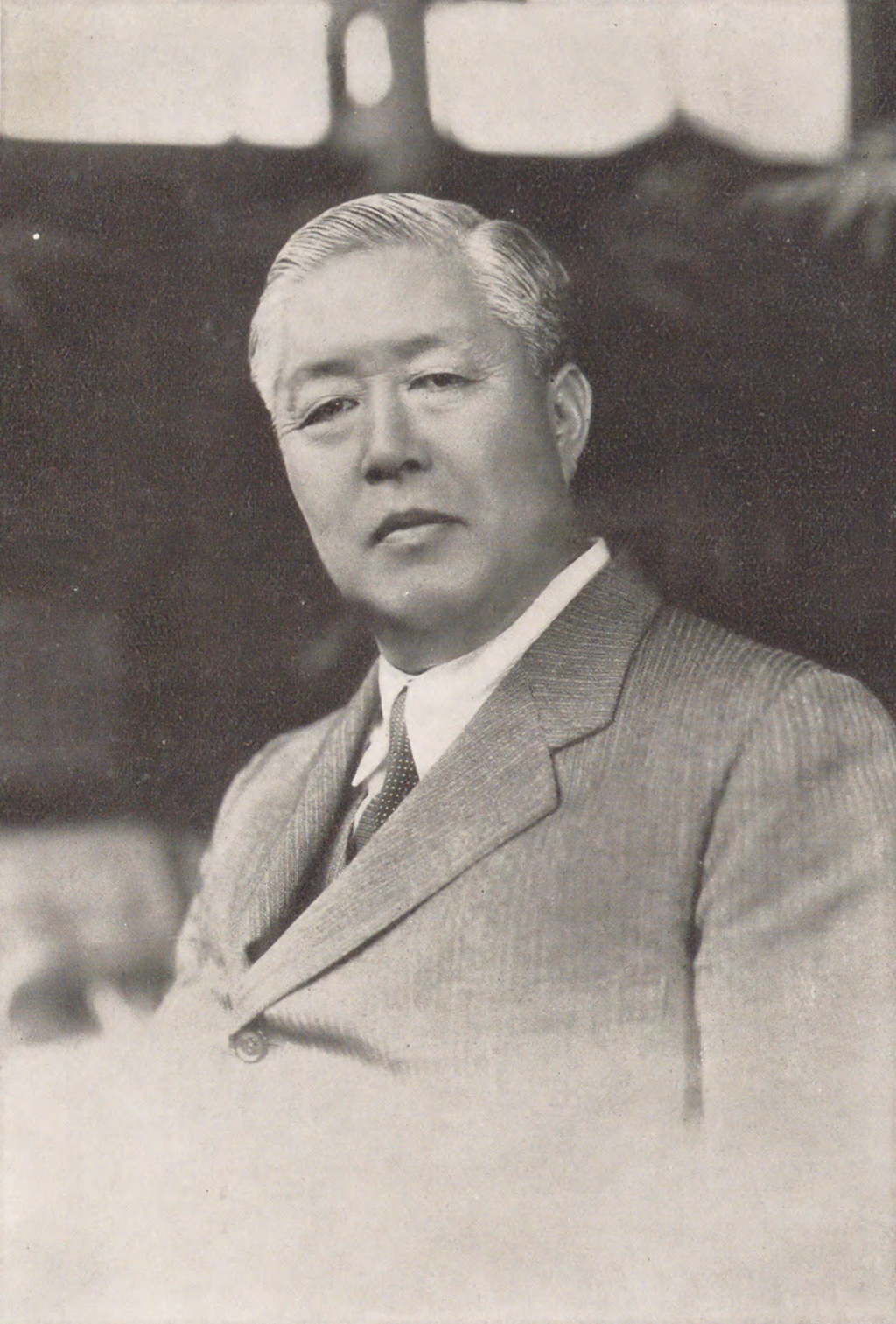
杉村陽太郎。30貫を超える巨体だった。学生時代にすでに柔道四段であり、その剛毅さから「帝大の鬼」と呼ばれていた

杉村 陽太郎（すぎむら ようたろう 1884年（明治17年）9月28日 - 1939年（昭和14年）3月24日）は、大正、昭和の外交官、IOC委員。

## 来歴
旧盛岡藩士であり駐ブラジル公使などを務めた外交官の杉村濬（すぎむらふかし）の長男として東京に生まれる。
1896年（明治29年）、12歳頃に嘉納治五郎の経営する全寮制の家塾「嘉納塾」に入塾し、1901年に高等師範学校付属中学を卒業して全寮制の第一高等学校に入学するまでの５年余り、嘉納の膝下において塾生としてその薫陶を受ける。
1901年（明治34年）に高等師範学校附属中学校（現・筑波大学附属中学校・高等学校）を卒業。
第一高等学校を経て1908年（明治41年）に東京帝国大学法学部を卒業。外務省に入省。
1910年（明治43年）、フランスのリヨン大学において、梅謙次郎、富井政章に続き、日本人として3人目の博士号を次席で取得。
1923年（大正12年）駐フランス大使館一等書記官。同年国際連盟事務局次長に就任。1926年（昭和元年）に国際連盟帝国事務局長に就任。
1927年（昭和2年）には新渡戸稲造の後任として国際連盟事務局次長に就任。1933年の日本の国際連盟脱退まで事務局長兼政治部長をつとめる。同年「海港条約論」で東京帝国大学法学博士。1933年の日本の国際連盟脱退まで政治部長をつとめる。同年「海港条約論」で東京帝国大学法学博士。
1933年（昭和8年）にIOC委員に選ばれ、1940年東京オリンピックの招致に尽力した。1936年（昭和11年）7月にIOC委員を辞任。
1934年（昭和9年）から駐イタリア大使。1937年（昭和12年）4月に駐フランス大使を拝命。しかし、翌年1938年（昭和13年）1月に胃癌となり帰国、現職のまま死去。日本の外交に貢献したこと多大であるとして外務省葬が執り行われた。

## 人物
身長185センチ、体重100キロを超す巨漢であり、若い頃は柔道や水泳など何でもこなした豪傑で、一種の名物男として知られた。1905年の大阪湾9マイル競泳大会では6時間25分の記録で優勝した。IOC委員を務めるなどスポーツ界に通じ、高等師範学校附属中学校の学校行事として、富浦において遠泳を経験していたこともあり、古式泳法の水府流太田派の名手で大学時代には16kmの遠泳で優勝し賞金300円を得たこともある。
パリ駐在中には英仏海峡の横断遊泳を企てたが、当時の駐英大使加藤高明とその周辺からきつく制止されて断念した。成功すれば日本の外交官が賞金目当てで企てたと非難されるし、不成功ならなお見っともないから、という理由だった。
また、少年時代から嘉納治五郎の運営する「嘉納塾」塾生としてその薫陶を受け、第一高等学校柔道部、東京大学柔道部主将として活躍し、講道館に通い柔道6段となり嘉納の知遇を得た。フランス大使時代にはフランスでの柔道普及に協力したという。

## 家族
弟は東京文理科大学の学長を務めた杉村欣次郎。その子（甥に当たる）は地球科学者の杉村新。三井合名会社理事の福島喜三次とは義兄弟。妻の花子は、鶴原定吉の四女で、その姉の松子は安川財閥の安川第五郎の妻であり子に安川定男らがいる。陽太郎・花子夫妻の長女の和子は元アルゼンチン大使の青木盛夫に嫁ぎ、その子（孫）にペルー日本大使公邸占拠事件に遭遇した元駐ペルー大使の青木盛久がいる。また陽太郎の妹の長男は作曲家の柴田南雄である。

## 著書
- 『国際外交録』中央公論社 1933

## 関連作品
- いだてん〜東京オリムピック噺〜 、2019年、NHK、演：加藤雅也